# Шофен
Шофенът е съдебен заседател в наказателния процес, член на така наречения „шофенски съд“.
Шофените влизат в състава на съда и при постановяването на присъдата решават въпросите както за виновността, така и за наказанието, за разлика от т.нар. „съд с жури“ (какъвто е в САЩ например), където журито се произнася само по въпроса за виновността, а определянето на наказанието е изключително правомощие на съдията. В България съдебните заседатели участват в състава на съда по наказателни дела като шофени.